# ブラックタキシード
ブラックタキシード（Black Tuxedo）とは日本の競走馬、種牡馬。おもな勝ち鞍に1999年のセントライト記念。

## 競走馬時代
- 特記事項なき場合、本節の出典はJBISサーチ[3]

1998年8月9日、札幌競馬場での3歳新馬戦でデビューし、2着。4戦目で競走中止した後休養に入り、翌1999年2月に戦列に復帰。復帰2戦目で初勝利を挙げると、山桜賞3着を経て出走のベンジャミンステークスを勝ち、続いて出走のプリンシパルステークスも連勝。優先出走権を得て出走の東京優駿（日本ダービー）はアドマイヤベガの5着に入った。秋初戦のセントライト記念を制して重賞ウイナーとなり、菊花賞に出走も14着。このあと1年を超える長期休養に入り、5歳となった2001年4月に復帰して4戦するも未勝利に終わり、エプソムカップ16着が最後の競馬となった。

## 競走成績
以下の内容は、JBISサーチおよびnetkeiba.comに基づく。
| 年月日     | 競馬場 | 競走名           | 格   | 頭数 | 枠番 | 馬番 | オッズ （人気） | オッズ （人気） | 着順 | 騎手     | 斤量 [kg] | 距離（馬場）  | タイム   | 着差 | 勝ち馬/（2着馬）       | 馬体重 [kg] |
| ---------- | ------ | ---------------- | ---- | ---- | ---- | ---- | --------------- | --------------- | ---- | -------- | --------- | ------------- | -------- | ---- | ---------------------- | ----------- |
| 1998.08.09 | 札幌   | 3歳新馬          |      | 13   | 1    | 1    | 03.0            | 0（1人）        | 02着 | 的場均   | 53        | 芝1200m（良） | 1:11.9   | -0.1 | オースミスペシャル     | 452         |
| 0000.08.22 | 札幌   | 3歳新馬          |      | 8    | 7    | 7    | 01.3            | 0（1人）        | 03着 | 的場均   | 53        | 芝1200m（良） | 1:11.8   | -0.4 | テイエムイダテン       | 448         |
| 0000.09.13 | 札幌   | 3歳未勝利        |      | 14   | 4    | 6    | 02.7            | 0（1人）        | 06着 | 的場均   | 53        | 芝1800m（良） | 1:54.4   | -0.9 | ローラントレバリー     | 440         |
| 0000.09.27 | 札幌   | 3歳未勝利        |      | 14   | ８   | 13   | 02.9            | 0（2人）        |      | 的場均   | 53        | 芝1800m（良） | 競走中止 |      | リエズスター           | 440         |
| 1999.02.27 | 中山   | 4歳未勝利        |      | 10   | 7    | 7    | 04.9            | 0（2人）        | 10着 | 的場均   | 55        | ダ1200m（重） | 1:14.7   | -3.1 | ローランネプチュン     | 456         |
| 0000.03.07 | 中山   | 4歳未勝利        |      | 13   | 4    | 4    | 13.8            | 0（4人）        | 01着 | 的場均   | 55        | ダ1800m（良） | 1:56.1   | -0.4 | （ブラザータイクーン） | 456         |
| 0000.03.28 | 中山   | 山桜賞           | 500  | 13   | 7    | 10   | 06.7            | 0（2人）        | 03着 | 的場均   | 55        | 芝1800m（稍） | 1:52.1   | -0.4 | クロックワーク         | 450         |
| 0000.04.18 | 中山   | ベンジャミンS    | OP   | 11   | 5    | 5    | 03.7            | 0（2人）        | 01着 | 的場均   | 56        | 芝1800m（良） | 1:49.3   | -0.4 | （サヤカ）             | 442         |
| 0000.05.15 | 東京   | プリンシパルS    | OP   | 15   | 2    | 4    | 03.0            | 0（2人）        | 01着 | 的場均   | 56        | 芝2200m（良） | 2:13.6   | -0.3 | （チョウカイリョウガ） | 436         |
| 0000.06.06 | 東京   | 東京優駿         | GI   | 18   | 1    | 1    | 13.7            | 0（6人）        | 05着 | 的場均   | 57        | 芝2400m（良） | 2:26.3   | -1.0 | アドマイヤベガ         | 430         |
| 0000.09.26 | 中山   | セントライト記念 | GII  | 14   | 6    | 9    | 02.4            | 0（1人）        | 01着 | 的場均   | 56        | 芝2200m（良） | 2:13.7   | -0.0 | （シンボリモンソー）   | 440         |
| 0000.11.07 | 京都   | 菊花賞           | GI   | 15   | 5    | 9    | 21.6            | 0（5人）        | 14着 | 的場均   | 57        | 芝3000m（芝） | 3:09.5   | -0.2 | ナリタトップロード     | 448         |
| 2001.04.08 | 中山   | エイプリルS      | OP   | 13   | 8    | 13   | 10.3            | 0（7人）        | 07着 | 吉田豊   | 57        | 芝2000m（良） | 2:00.6   | -0.9 | エアスマップ           | 456         |
| 0000.04.21 | 京都   | オーストラリアT  | OP   | 14   | 5    | 8    | 07.6            | 0（3人）        | 09着 | 藤田伸二 | 57        | 芝1800m（良） | 1:47.1   | -1.1 | ヒコーキグモ           | 450         |
| 0000.05.13 | 福島   | 新潟大賞典       | GIII | 16   | 4    | 7    | 18.3            | 0（9人）        | 16着 | 村田一誠 | 56        | 芝2000m（良） | 2:02.6   | -3.1 | サイレントハンター     | 448         |
| 0000.06.10 | 東京   | エプソムC        | GIII | 18   | 6    | 12   | 29.5            | （11人）        | 16着 | 村田一誠 | 57        | 芝1800m（良） | 1:47.4   | -2.3 | アドマイヤカイザー     | 446         |

## 種牡馬時代
競走馬引退後は、2002年からブリーダーズスタリオンステーションで種牡馬入りし、2010年にイーストスタッドへ移動。その間の2003年からはシャトル種牡馬としてニュージーランドでも種付けを行い、このため海外からの見学者に人気だった。2011年にブリーダーズスタリオンステーションに戻り、2012年からは前川義則牧場で繋養。その後2019年7月31日に死亡した。
種牡馬としては18シーズンの供用で血統登録頭数538頭、出走頭数がそのうちの491頭、そして343頭が勝ち馬となった。2005年には地方の新種牡馬ランキングで1位となり、ダートグレード競走で活躍する兵庫のチャンストウライや関東オークスなどに優勝しGRANDAME-JAPANでも2年連続で古馬シーズンの覇者となったアスカリーブル、東京2歳優駿牝馬の優勝馬ブラックムーンなどを送り出した。

### 主な産駒

#### グレード制重賞優勝馬
- 2003年産
  - チャンストウライ（佐賀記念、兵庫ダービー、菊水賞、兵庫大賞典2回、東海菊花賞、楠賞）[10]
- 2009年産
  - アスカリーブル（関東オークス、園田プリンセスカップ、ユングフラウ賞、東京プリンセス賞、黒潮盃、戸塚記念、ビューチフルドリーマーカップ 、GRANDAME-JAPAN2013・2014古馬シーズン優勝）[11]

#### 地方重賞優勝馬
- 2003年産
  - ワンパクメロ（中島記念2回、九州大賞典2回、はがくれ大賞典）[12]
  - ムサシボー（福山大賞典）[13]
- 2004年産
  - ブラックムーン（東京2歳優駿牝馬、プリンセスカップ、兼六園ジュニアカップ）[14]
  - エイコークック（ローレル賞）[15]
  - モモカプリンセス（クイーンカップ、福山3歳牝馬特別、鞆の浦賞）[16]
- 2006年産
  - ヒメキミ（福山3歳牝馬特別）[17]
  - ヤサカファイン（アフター5スター賞）[18]
- 2008年産
  - エルヘイロー（サンライズカップ）[19]
  - ヒャクマンゴク（プリンセスカップ (金沢競馬)）[20]
  - アムロ（東海ダービー）[21]
- 2009年産
  - コスモガラサ（五ヶ瀬川賞、水無月賞、鶴見岳賞、大村湾賞、志布志湾賞、玄界灘賞）[22]

### 母父としての主な産駒

#### グレード制重賞優勝馬
- 2015年産
  - ヒロシゲゴールド（北海道スプリントカップ）

#### 地方重賞優勝馬
- 2016年産
  - サクセッサー（東京湾カップ）

## 血統表
| ブラックタキシードの血統                          | ブラックタキシードの血統        | ブラックタキシードの血統        | （血統表の出典）                | （血統表の出典） |
| 父系                                              | ヘイロー系                      | ヘイロー系                      | ヘイロー系                      | [ § 2 ]          |
| 父 *サンデーサイレンス Sunday Silence 1986 青鹿毛 | 父の父Halo 1969 黒鹿毛          | Hail to Reason                  | Turn-to                         | Turn-to          |
| 父 *サンデーサイレンス Sunday Silence 1986 青鹿毛 | 父の父Halo 1969 黒鹿毛          | Hail to Reason                  | Nothirdchance                   |                  |
| 父 *サンデーサイレンス Sunday Silence 1986 青鹿毛 | 父の父Halo 1969 黒鹿毛          | Cosmah                          | Cosmic Bomb                     | Cosmic Bomb      |
| 父 *サンデーサイレンス Sunday Silence 1986 青鹿毛 | 父の父Halo 1969 黒鹿毛          | Cosmah                          | Almahmoud                       |                  |
| 父 *サンデーサイレンス Sunday Silence 1986 青鹿毛 | 父の母Wishing Well 1975 鹿毛    | Understanding                   | Promised Land                   | Promised Land    |
| 父 *サンデーサイレンス Sunday Silence 1986 青鹿毛 | 父の母Wishing Well 1975 鹿毛    | Understanding                   | Pretty Ways                     |                  |
| 父 *サンデーサイレンス Sunday Silence 1986 青鹿毛 | 父の母Wishing Well 1975 鹿毛    | Mountain Flower                 | Montparnasse                    | Montparnasse     |
| 父 *サンデーサイレンス Sunday Silence 1986 青鹿毛 | 父の母Wishing Well 1975 鹿毛    | Mountain Flower                 | Edelweiss                       |                  |
| 母 *オーピーキャット O.P. Cat 1990 青鹿毛         | 母の父Storm Cat 1983 鹿毛       | Storm Bird                      | Northern Dancer                 | Northern Dancer  |
| 母 *オーピーキャット O.P. Cat 1990 青鹿毛         | 母の父Storm Cat 1983 鹿毛       | Storm Bird                      | South Ocean                     |                  |
| 母 *オーピーキャット O.P. Cat 1990 青鹿毛         | 母の父Storm Cat 1983 鹿毛       | Terlingua                       | Secretariat                     | Secretariat      |
| 母 *オーピーキャット O.P. Cat 1990 青鹿毛         | 母の父Storm Cat 1983 鹿毛       | Terlingua                       | Crimson Saint                   |                  |
| 母 *オーピーキャット O.P. Cat 1990 青鹿毛         | 母の母Princess S 1978 鹿毛      | Assagai Jr.                     | Assagai                         | Assagai          |
| 母 *オーピーキャット O.P. Cat 1990 青鹿毛         | 母の母Princess S 1978 鹿毛      | Assagai Jr.                     | Perverse                        |                  |
| 母 *オーピーキャット O.P. Cat 1990 青鹿毛         | 母の母Princess S 1978 鹿毛      | Princess Thelma                 | Princequillo                    | Princequillo     |
| 母 *オーピーキャット O.P. Cat 1990 青鹿毛         | 母の母Princess S 1978 鹿毛      | Princess Thelma                 | Thelma Berger                   |                  |
| 母系(F-No.)                                       | オーピーキャット(USA)系(FN:9-f) | オーピーキャット(USA)系(FN:9-f) | オーピーキャット(USA)系(FN:9-f) | [ § 3 ]          |
| 5代内の近親交配                                   | アウトブリード                  | アウトブリード                  | アウトブリード                  | [ § 4 ]          |
| 出典                                              | 1. 2. 3. 4.                     | 1. 2. 3. 4.                     | 1. 2. 3. 4.                     | 1. 2. 3. 4.      |

- 近親にエアパスカル（チューリップ賞）[24]